# الخطوط الجوية البريطانية الرحلة 149
رحلة الخطوط الجوية البريطانية 149 (بالإنجليزية: British Airways Flight 149)‏ كانت رحلة من مطار لندن هيثرو إلى مطار السلطان عبد العزيز شاه (المطار الدولي السابق لكوالالمبور، ماليزيا) عبر مدينة الكويت ومدراس (تسمى الآن تشيناي) التي تديرها شركة الخطوط الجوية البريطانية مع طائرة من طراز بوينغ 747-136. لم تقلع الطائرة بعد التوقف في مطار الكويت الدولي بالقرب من مدينة الكويت بعد عدة ساعات من الغزو العراقي للكويت خلال الساعات الأولى من صباح 2 أغسطس 1990.
تم الاستيلاء على الطائرة والقبض على ركابها وطاقمها من قبل القوات العراقية ليكونوا الدروع البشرية لصدام حسين. أفرج عن الركاب في وقت لاحق على الرغم من وفاة شخص واحد على الأقل أثناء الأسر وتدمير الطائرة نفسها في المطار في عام 1991.

## الخلفية
في 18:05 بتوقيت جرينتش يوم 1 أغسطس 1990 غادرت رحلة الخطوط الجوية البريطانية رقم 149 (BA 149) مطار هيثرو في لندن إلى كوالالمبور عبر مدينة الكويت ومدراس. الرحلة تأخرت عدة ساعات بسبب (وفقا للنقيب ريتشارد برونييت) خطأ في وحدة الطاقة المساعدة في الطائرة. توقفت الرحلة في مدينة الكويت حسب جدول الرحلة ولم يتم إلغائها أو تغييرها على الرغم من تقارير وسائل الاعلام عن الوضع السياسي المتدهور في المنطقة. طلب العراق الجار الأكبر للكويت الاستسلام لسيطرته وكان قد حشد جيشه على الحدود بين البلدين لمدة أسابيع. في 1 أغسطس 1990 في نفس يوم الرحلة غزا العراق الكويت.
في الساعة 01:13 بتوقيت جرينتش يوم 2 أغسطس 1990 هبطت الطائرة في مطار الكويت الدولي وتم إنزال الركاب لمدة ساعة انتارا للرحلة القادمة. المطار كان مهجور ويوجد القليل أو حتى ى لا يوجد موظفين في المطار والعديد من رحلات شركات الطيران الأخرى ألغت رحلاتها إلى المطار في هذه المرحلة. كانت هناك تقارير تفيد بأنه قبل الهبوط طائرة رحلة BA 149 فقد سيطر أفراد من الجيش البريطاني على برج المراقبة في مطار الكويت. في سبتمبر 1990 أعلنت رئيسة الوزراء مارغريت ثاتشر أن طائرة رحلة BA 149 قد هبطت في الكويت قبل سويعات من الغزو. ومع ذلك فإن الركاب البالغ عددهم 149 ذكروا أنهم سمعوا صوت إطلاق رصاص وحركة دبابات أثناء هبوط الطائرة في مدينة الكويت.
في الساعة 02:05 بدأ الركاب في ركوب طائرة بوينغ 747 للسفر إل المحطة التالية وهي مدراس. في 02:20 بتوقيت جرينتش قصفت المقاتلات العراقية مدرج المطار. في الساعة 4:30 بتوقيت جرينتش تم نقل جميع الطاقم والركاب على متن طائرة رحلة BA 149 بالحافلة إلى فندق المطار. في 3 أغسطس 1990 أفيد أن جميع الركاب البالغغ عددهم 367 راكب و18 من أفراد طاقم رحلة BA 149 كانوا بخير وفي صحة جيدة. تم تدمير الطائرات الفارغة لاحقا على أرض المطار من خلال هجوم طائرات الجيش الأمريكي خلال المراحل الأخيرة من النزاع. بدلا من ذلك ربما تم تدمير الطائرة من قبل القوات البرية العراقية خلال انسحابها من الكويت.

## احتجاز الركاب
تم نقل معظم الركاب في البداية إلى فندق المطار داخل حدود المطار. في وقت لاحق تم السماح للركاب بالانتقال إلى فنادق مختلفة في الكويت مع قيام العراقيين بتكليف أجانب بتقديم تقارير عن بقية الركاب. ادعى العراقيين أن الركاب «ضيوف كرام» وسيتم نقلهم في الأسبوع التالي تحت حراسة مسلحة بمزيج من رجال الشرطة والجنود العراقيين إلى مواقع في الكويت والعراق. تم نقل البريطانيين إلى الطوابق العليا من فندق ميليا المنصور بينما تم إيواء الرهائن من جنسيات أخرى في فنادق مختلفة.
وفقا لتصريحات بعض الرهائن السابقين شهد بعض الركاب فظائع مثل هجمات على مواطنين كويتيين من قبل القوات العراقية. بعض الرهائن أنفسهم تعرضوا لسوء المعاملة النفسية والجسدية بما في ذلك حالات الإعدام الوهمي والاغتصاب. بعد عشرة أيام تم تفريق المعتقلين إلى مواقع عسكرية وصناعية مختلفة. منحت النساء والأطفال الفرصة للعودة إلى ديارهم في أواخر شهر أغسطس في حين استخدم الباقون ك«دروع بشرية» ونقلوا إلى مواقع مختلفة. كل موقع يحتوي على ما بين ثمانية و20 معتقل من جنسيات مختلفة أكثرهم كانوا من بريطانيا والولايات المتحدة وكذلك من فرنسا وألمانيا واليابان وغيرهم.
أفرج عن جماعات قومية مختلفة بما في ذلك العجزة وجثث الأشخاص الذين لقوا حتفهم في الأسر في مراحل مختلفة. سافر رئيس الوزراء البريطاني السابق إدوارد هيث شخصيا إلى بغداد لإجراء محادثات مباشرة مع الرئيس العراقي صدام حسين ويرجع إليه الفضل في المفاوضات التي أدت إلى إطلاق سراح الرهائن بنجاح. أفرج عن آخر رهين في منتصف ديسمبر 1990.

## التحقيق
تم رفع عدة قضايا من قبل المسافرين ضد شركة الخطوط الجوية البريطانية عن الإهمال في الهبوط في الكويت بعد الغزو العراقي والخسائر في الممتلكات. في 15 يوليو 1999 فاز الركاب الفرنسيين بتعويضات من الخطوط الجوية البريطانية بقيمة 2.5 مليون جنيه استرليني. في أكتوبر 2006 طالب مجموعة من الركاب بإجراء تحقيق علني مستقل.
في فيلم وثائقي عام 2007 على قناتي بي بي سي وديسكفري ادعى أن حكومتي الولايات المتحدة والمملكة المتحدة كانتا على علم تقريبا بعبور القوات المسلحة العراقية للحدود وبحلول الساعة 0300 حسب التوقيت المحلي الكويتي فإنهم كانوا على علم تام بأن الغزو قد حدث وأنه حدث قتال. كانت هذه المعلومات قبل ما لا يقل عن ساعة واحدة من هبوط طائرة الرحلة BA149 عل أرض المطار وخلال هذا الوقت تم تحويل عدة رحلات أخرى إلى البحرين أو وجهات بديلة أخرى. في أكتوبر 1992 نفى رئيس الوزراء البريطاني جون ميجر الذي خلف مارغريت تاتشر أي محاولة للتأثير على الخطوط الجوية البريطانية في ما يخص قرار رحلة BA 149 ومع ذلك هذا يتناقض مع تصريحات تحت القسم أن جهاز الاستخبارات البريطاني أخبر الخطوط الجوية البريطانية أن المكان «آمن للطيران».
في 2 أكتوبر 1992 ردا على سؤال حول هذه المسألة قال ميجر: «أستطيع أن أؤكد مع ذلك أنه لم يكن هناك أفراد من الجيش البريطاني على متن الطائرة». ومع ذلك تضمن الفيلم الوثائقي في عام 2007 مقابلة مع جندي مجهول سابق ادعى أنه وفريقه كانوا على الرحلة 149 لأغراض جمع المعلومات الاستخبارية في الكويت. أكد عدد من الجنود أيضا إلى إجراء تحقيق برلماني أنهم كانوا قد شاركوا في مثل هذه المهمة وأن هذه المهمة قد تمت بناء على طلب من الحكومة البريطانية وأذن مباشر من قبل رئيسة الوزراء.